# Mărtinești, Strășeni
Mărtinești este un sat din cadrul comunei Greblești din raionul Strășeni, Republica Moldova.